# Csampáner–Pávágarh Régészeti Park
A Csampáner–Pávágarh Régészeti Park India északnyugati részén, Gudzsarát államban, Vadodara városától kb. 50 km-re északkeletre található. 2004 óta az UNESCO kulturális világörökség része.

## Csampáner
Az elhagyott város, Csampáner (Champaner) a Pávágarh-hegység lábánál fekszik. Egykor az egyik Csauhán rádzsput dinasztia székhelye volt. Bonyolult faragványokkal ékes mecsetek, síremlékek, pompás iszlám kalligráfiát felvonultató kapuzatok maradtak fenn a 14. századból. Csampáner, akkori nevén Muhammábád, Gudzsarát fővárosa volt 1535-ig, amikor is a mogul uralkodó, Humájun meghódította. Ez után hanyatlásnak indult. 
Csampáner nagy része ma romokban hever. Számos mecsetének és palotájának romjai dzsaina és iszlám jellegzetességet mutat. Az 1523-ban épült Dzsámí Mászdzsid Nyugat-India egyik legszebb iszlám műemléke. Egy másik elegáns mecset a 16. századi Nagíná Maszdzsid. 

## Pávágarh
A 820 m magas Pávágarh-hegy tetején lévő Pávágarh-erőd Csampánertől 4 km-re DNy-ra van. Egy csoport muszlim, hindu és dzsaina szentélyt találunk benne, valamint egy régi erőd romjait. A hegyre felfelé vezető úton állnak a Csauhán királyok hétemeletes palotájának, a Szát Mahalnak a romjai. 

## Galéria

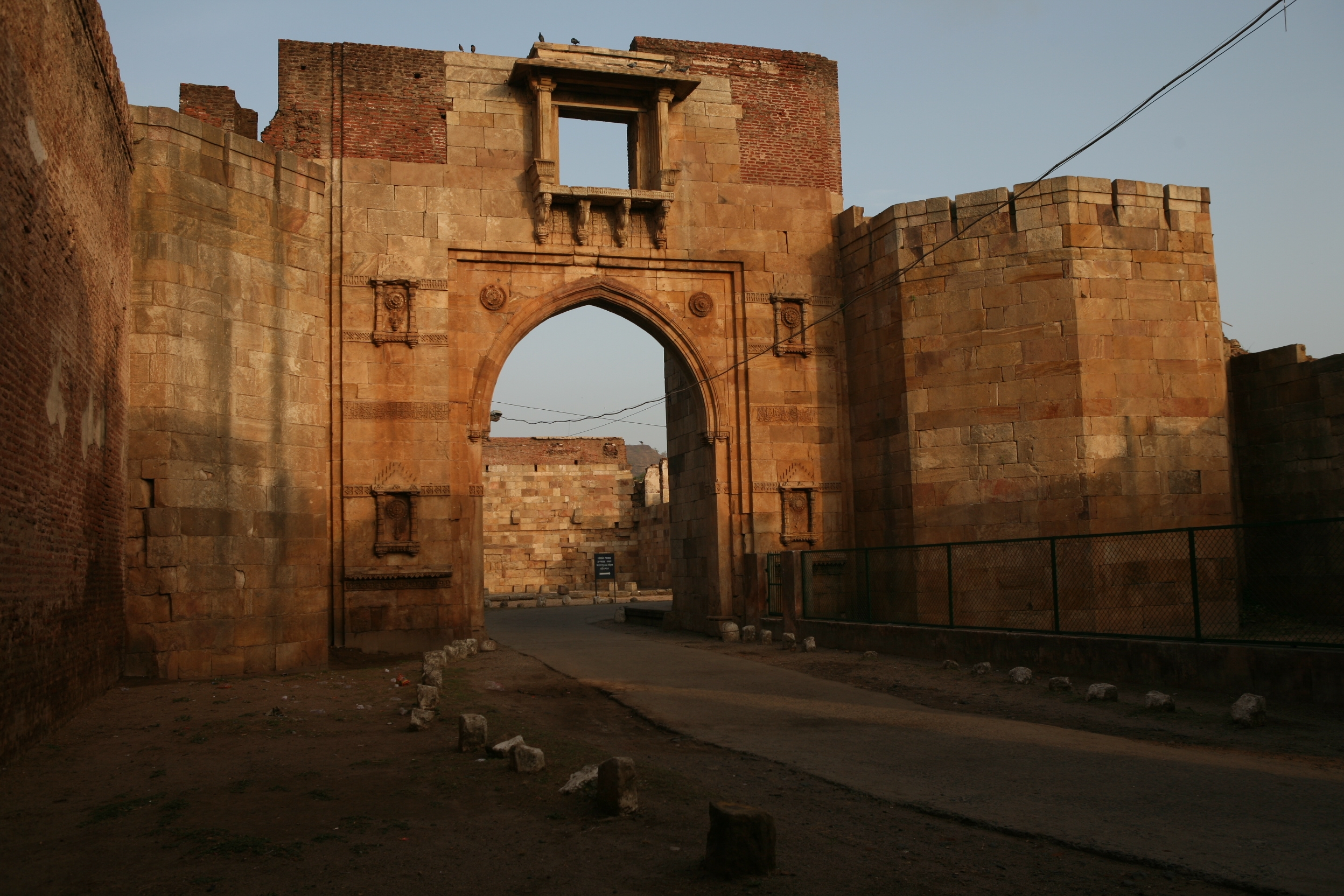
Csampáner városkapuja
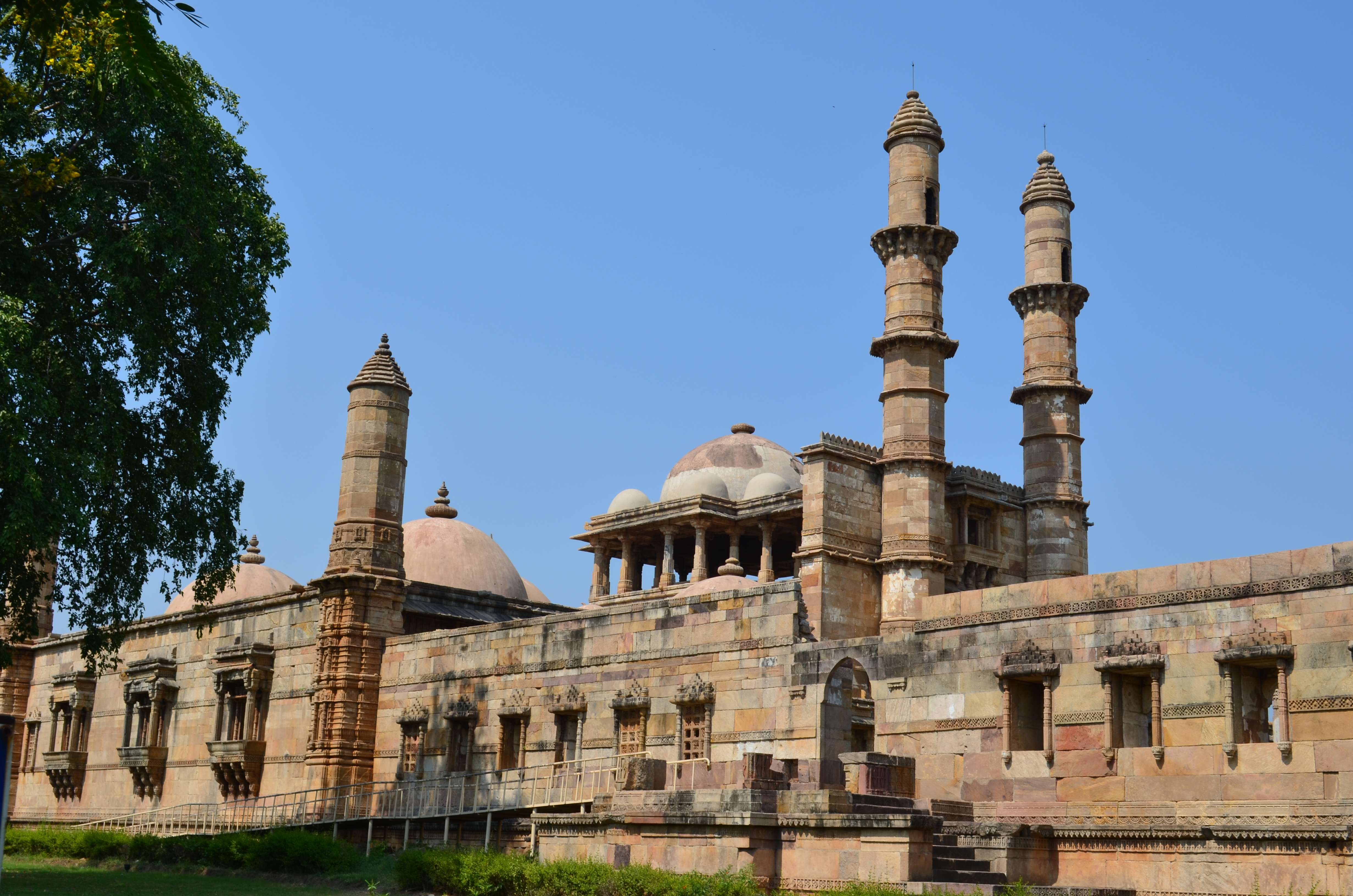
Dzsámí Mászdzsid
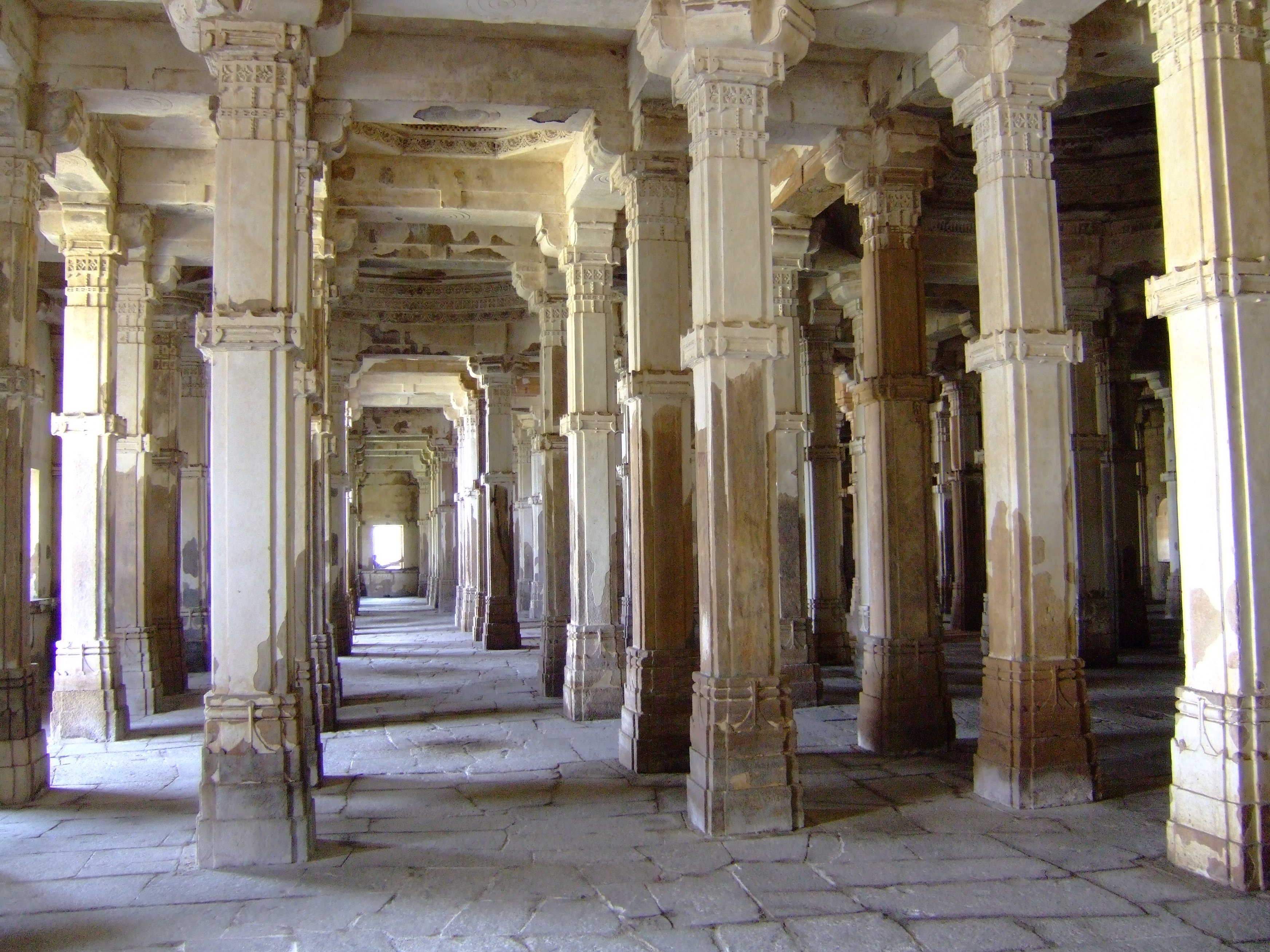
Dzsámí Mászdzsid belsejének egy része
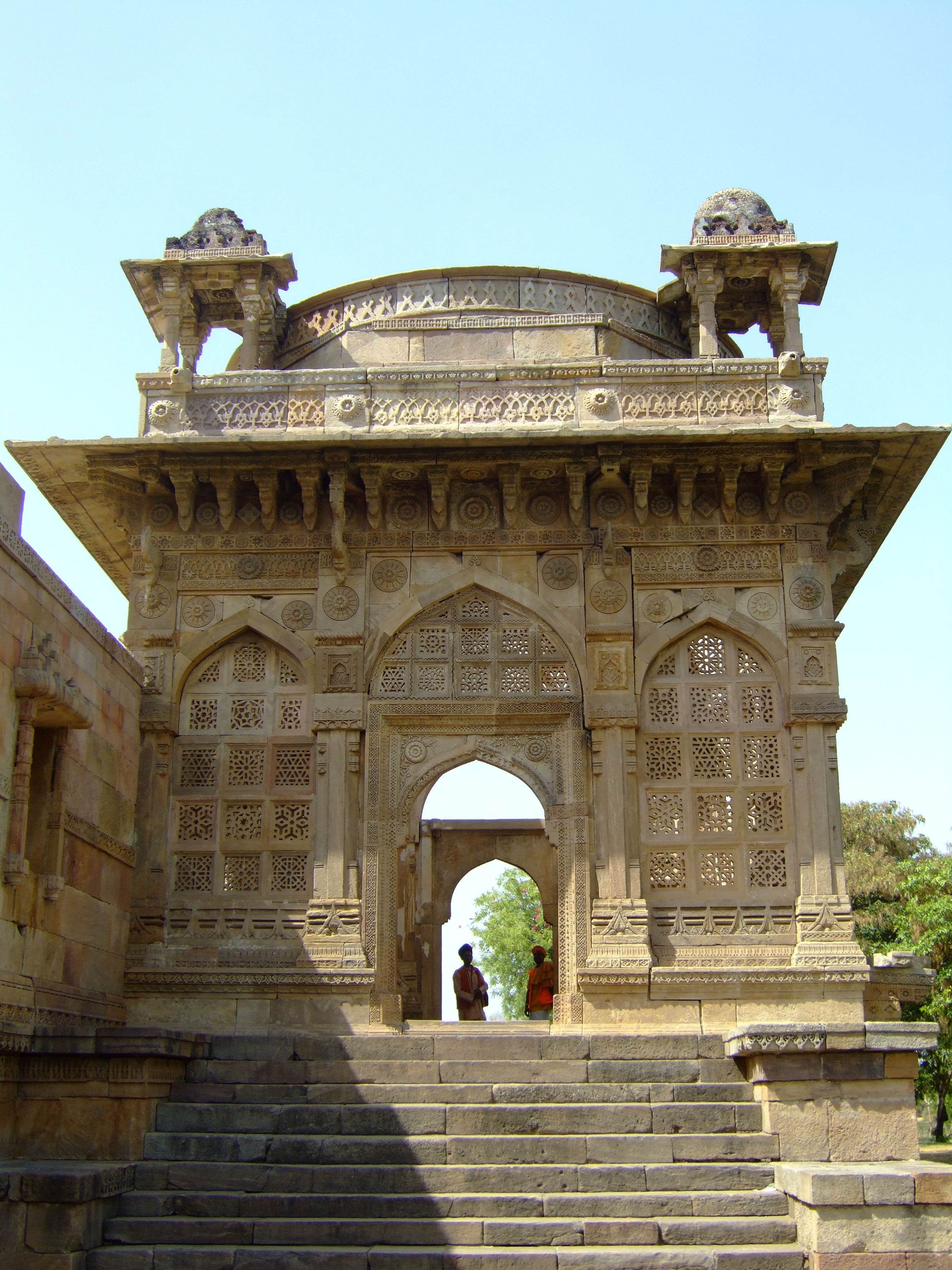
Dzsámí Mászdzsid egy része
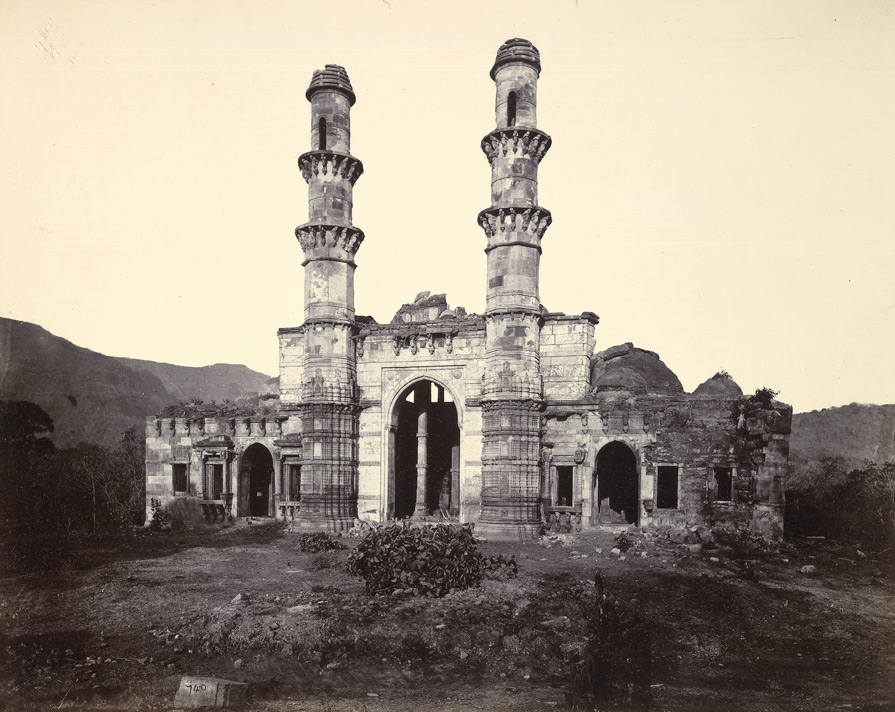
Nagíná Maszdzsid
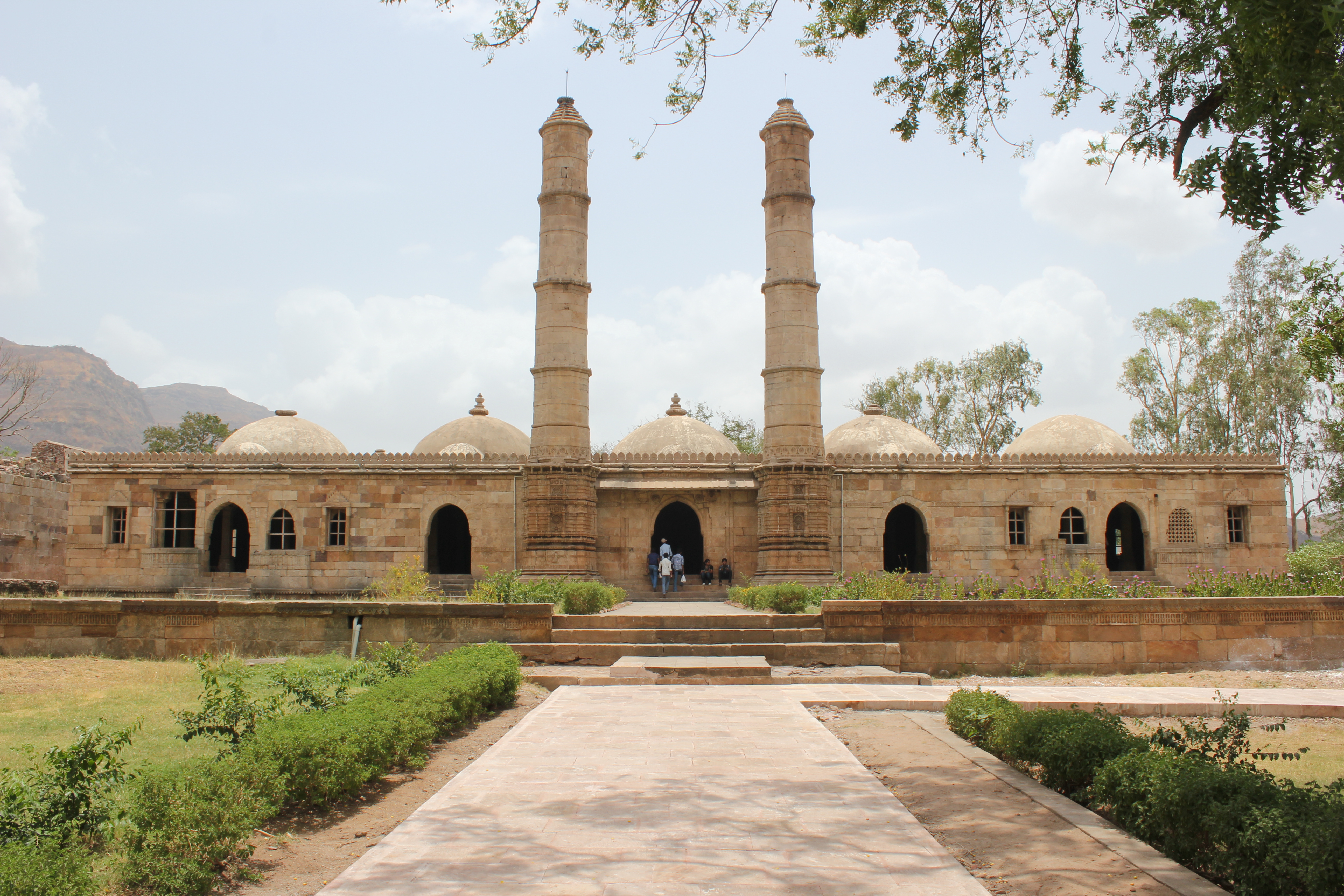
Száhár-ki-Maszdzsid
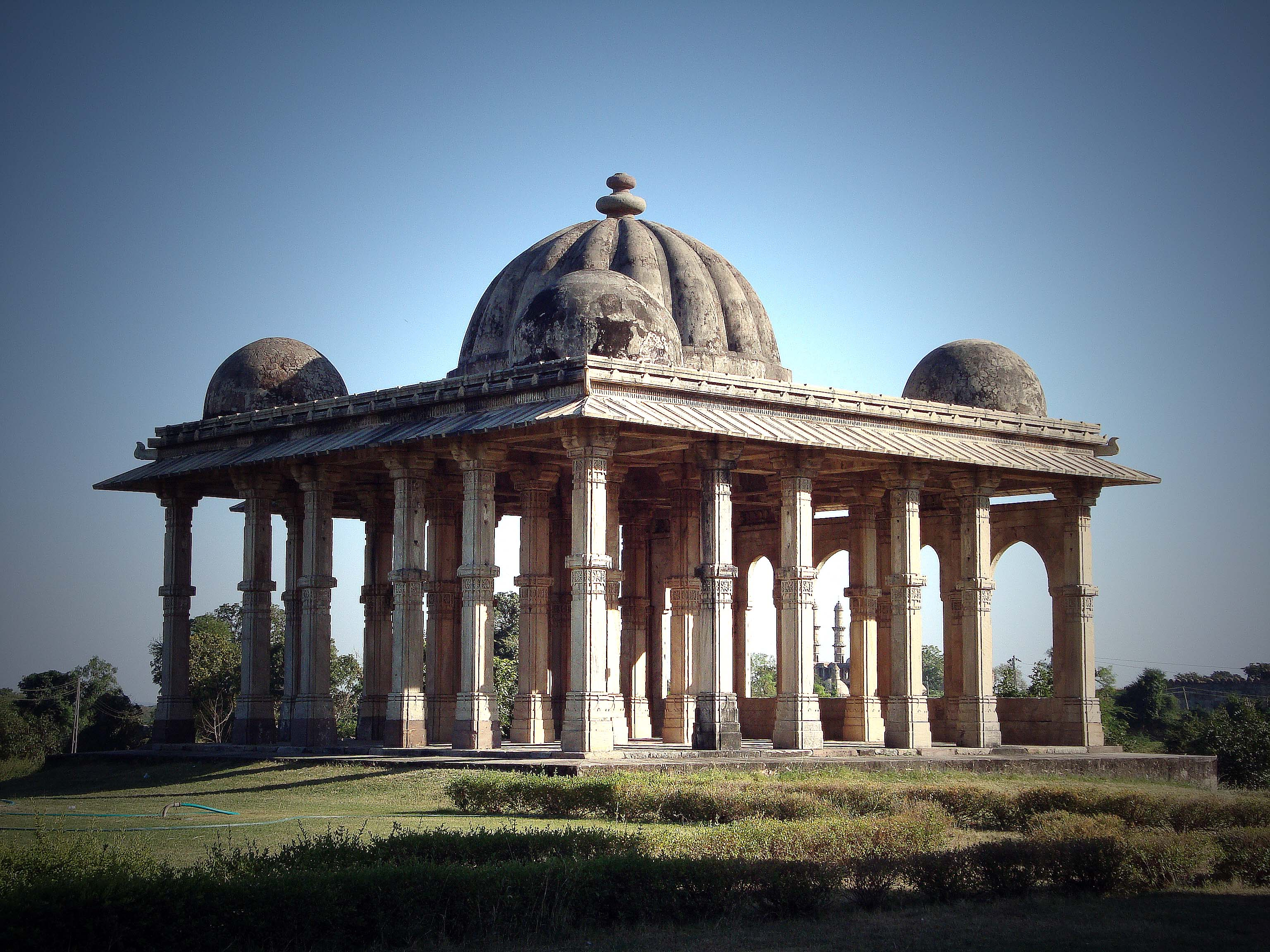
Kevádá Maszdzsid
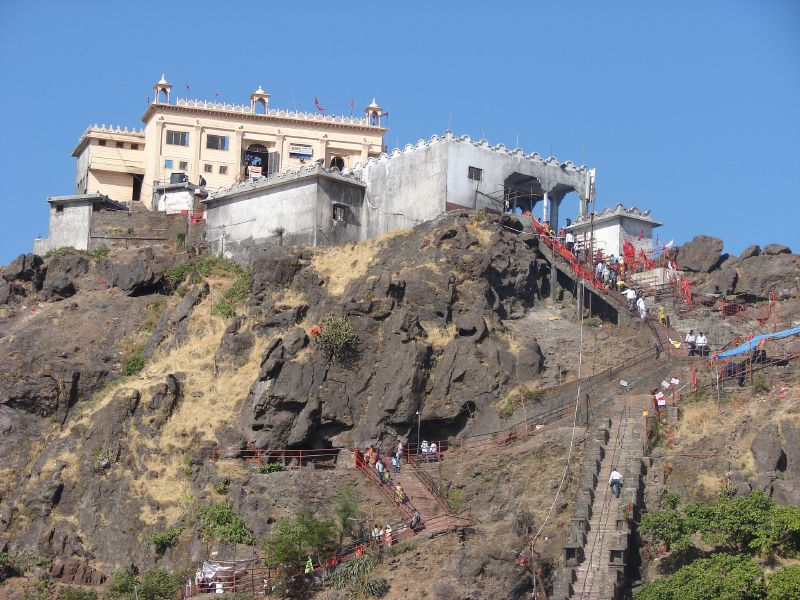
Káliká Mátá templom